# Manitherionyssus heterotarsus
Famille
Genre
Espèce
Manitherionyssus heterotarsus est une espèce d'acariens, la seule du genre Manitherionyssus et de la famille des Manitherionyssidae.

## Description
Cette espèce se rencontre en Afrique sur les Pangolins.

## Taxonomie
- Manisicola Lawrence, 1939 est synonyme de Manitherionyssus.
- Manitherionyssus heterotarsus (Vitzthum, 1925) à l'origine Liponyssus heterotarsus a pour synonyme Manisicola africana Lawrence, 1939.